# نظام مالي

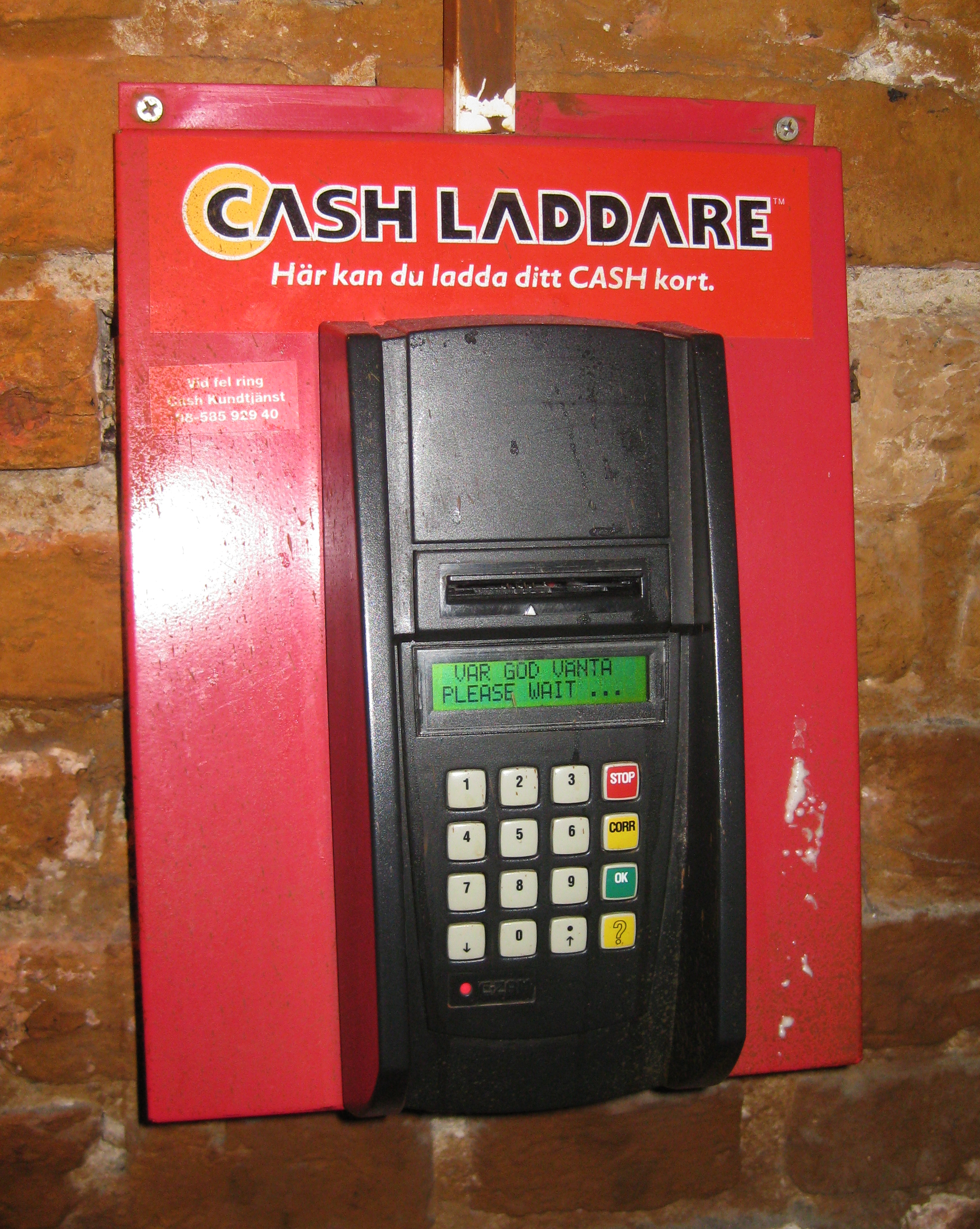
جهاز لتحويل الأموال من حساب مصرفي إلى "بطاقة نقدية".

يُقصد بالنظام المالي ضمن مجال التمويل النظام الذي يسمح بتبادل الأموال بين المقرضين والمستثمرين والمقترضين. وتًطبق الأنظمة المالية على الصعيد الوطني والعالمي. وهي تتكون من الخدمات والأسواق والمؤسسات المعقدة وذات صلة وثيقة والتي تهدف إلى بناء روابط فعالة ومنتظمة بين المستثمرين والمودعين.
وتضم وسائل التبادل كلًا من النقود والائتمان المصرفي والتمويل. وهي تعد وسائل ذات قيمة معروفة والتي تُمكن من تبادل السلع والخدمات بدلاً من المقايضة. وقد يتضمن النظام المالي البنوك أي بنوك القطاع العام أو القطاع الخاص والأسواق المالية وأدواتها وخدماتها. وتسمح الأنظمة المالية بتخصيص الأموال واستثمارها وتداولها بين القطاعات الاقتصادية. وتمكن أيضًا الأفراد والمؤسسات من تقاسم المخاطر.

## المؤسسات المالية
وهي توفر الخدمات المالية للأعضاء والعملاء. وتسمى أيضًا بالوساطة المالية لأنها تقوم بدور الوساطة بين المدخرين والمقترضين.

## المصارف
تعد المصارف من الوسطاء الماليين والتي تمنح القروض للمقترضين لتوليد الدخل. فهي تخضع لضوابط  صارمة حيث أنها تساهم في استقرار السوق وحماية المستهلك. وتشمل المصارف ما يلي:
- المصارف العامة
- المصارف التجارية
- المصارف المركزية
- المصارف التعاونية
- المصارف التعاونية التي تديرها الدولة
- مصارف التنمية الزراعية التي تديرها الدولة

### المؤسسات المالية غير المصرفية
فهي تسهل الخدمات المالية مثل الاستثمار وتجميع المخاطر والسمسرة (أي الوساطة السوقية). فهي لا تمتلك تراخيص مزاولة أعمال الصرافة، وتشمل المؤسسات المالية غير المصرفية مايلي:
- شركات التمويل والإقراض
- شركات التأمين
- صندوق الاستثمار المشترك
- تجار السلع الأساسية

## الأسواق المالية
هي الأسواق التي يتم فيها تداول الأوراق المالية والسلع الأساسية والبضائع المماثلة بأسعار تمثل العرض والطلب. ويعني مصطلح «السوق» بالمكان الذي يحصل فيه تبادل المنتجات بشكل كامل بين البائعين والمشترين.

### الأسواق الأولية
تعرف الأسواق الأولية بالإصدارات الجديدة للأسهم أو السندات أوغيرها من الأدوات المالية. وتنقسم الأسواق الأولية إلى قسمين: سوق النقد وسوق رأس المال.

### الأسواق الثانوية
هي المعاملات المالية التي سبق إصدارها.

### الأدوات المالية
الأصول المالية - من أي نوع كانت - القابلة للتداول وتشمل النقود وأدلة على وجود ملكية في كيان ما والعقود.

### الأدوات المالية النقدية
تحدد الأسواق قيمة أداة النقد المالية بشكل مباشر، وتشمل الأوراق المالية والقروض والودائع.

### المشتقات المالية
شبيهة بالتأمين التجاري تتمثل المشتقات المالية في عقد نقل مخاطر أصل ما من طرف لآخر مقابل رسوم محددة إلّا أن الفرق بينهما هو غياب الملكية في المشتقات المالية فالمخاطر تنقل من طرف لآخر دون تملُّك الأصل عينه.

### الخدمات المالية
هي الخدمات التي يقدمها عدد كبير من المؤسسات المالية. وتشمل هذه الخدمات الاتحادات الائتمانية والمصارف وشركات بطاقات الائتمان وشركات التأمين وشركات السمسرة في الأوراق المالية وصناديق الاستثمار.